# Хизов
Хизов (бел. Хізаў) — деревня в Староградском сельсовете Кормянского района Гомельской области Белоруссии.

## География

### Расположение
В 20 км на юго-запад от Кормы, в 45 км от железнодорожной станции Рогачёв (на линии Могилёв — Жлобин), в 98 км от Гомеля.

### Гидрография
На реке Добрич (приток реки Сож), в которую около деревни впадает река Добрица.

## Транспортная сеть
Транспортные связи по просёлочной, затем автомобильной дороге Корма — Ямное. Планировка состоит из 2 разделённых рекой Добрица частей: южной (зигзагообразная, улица с почти широтной ориентацией, с переулком) и северной (хаотично застроенная улица с широтной ориентацией). Жилые дома деревянные, усадебного типа. В 1987 году построены кирпичные дома на 50 семей для переселенцев из мест загрязнённых радиацией в результате катастрофы на Чернобыльской АЭС.

## История
О деятельности человека в этих местах с давних времён свидетельствует курганный могильник — 18 насыпей (в 2 км на восток от деревни).
Согласно письменным источникам известна с XVIII века как селение в Рогачёвском уезде Могилёвской губернии.
В 1797 году здесь начало действовать производство стекла (63 рабочие). По ревизии 1816 года околица. В 1844 году построена деревянная Свято-Георгиевская церковь. В 1858 году во владении помещика Дибрицкого. В 1877 году основана сукновальня с мельницей, действовал хлебозапасный магазин. В 1886 году работали церковно-приходская школа, водяная мельница, в Довской волости. Согласно переписи 1897 года действовали церковно-приходская школа, ветряная мельница, 2 маслобойни, 2 лавки, трактир. Рядом находились 2 одноимённых фольварка (водяная мельница). В 1909 году 1126 десятин земли, винокурня, винная лавка.
В сентябре 1917 года в Ставку Верховного главнокомандующего России из Рогачёва была направлена телеграмма о том, что «в селении Хизов организована самостоятельная республика, которая не признаёт Временное правительство».
С 20 августа 1924 года до 16 июля 1954 года центр Хизовского сельсовета Кормянского района Могилёвского (до 26 июля 1930 года) округа, с 20 февраля 1938 года Гомельской области.
В 1930 году организован колхоз «Новый мир», работали ветряная мельница и кузница. Рядом находился посёлок Хизовский (не существует).
Во время Великой Отечественной войны немецкие оккупанты убили 30 жителей. На фронтах и в партизанской борьбе погибли 144 жителя, в память о них в 1952 году на юго-восточной окраине установлен обелиск.
Согласно переписи 1959 года центр совхоза «Богдановичи». Расположены средняя школа, Дом культуры, библиотека, фельдшерско-акушерский пункт, детский сад, отделение связи, столовая, магазин.

## Население
- 1858 год — 49 дворов.
- 1886 год — 65 дворов, 507 жителей.
- 1897 год — 124 двора, 707 жителей; в 2 фольварка, 3 двора, 20 жителей (согласно переписи).
- 1909 год — 132 двора, 877 жителей.
- 1959 год — 568 жителей (согласно переписи).
- 2004 год — 148 хозяйств, 466 жителей.

## Культура
- Дом культуры
- Музей ГУО "Хизовская средняя школа Кормянского района имени Л. С. Ходановича"

## Известные уроженцы
- Власов, Трофим Леонтьевич — генерал-майор.